# 2307 Garuda
2307 Garuda eller 1957 HJ är en asteroid i huvudbältet som upptäcktes den 18 april 1957 av La Plata-observatoriet. Den är uppkallad efter gudinnan Garuda i den indiska mytologin.
Asteroiden har en diameter på ungefär 40 kilometer.